# Besonrieux
Besonrieux is een plaats in de Belgische gemeente La Louvière.
Besonrieux ligt in de provincie Henegouwen en was tot 1 januari 1977 een deel van de gemeente Familleureux. Bij de gemeentefusies van 1977 werd het afgesplitst van deze gemeente en bij de gemeente La Louvière gevoegd.
Besonrieux is omsloten door autosnelwegen, te weten de A7, de A15 en de A501.

## Bezienswaardigheden
- De Heilig-Hartkerk (Église Sacre-Coeur) werd gebouwd in 1904. Van deze fase is de neogotische toren overgebleven. Later werd een nieuw kerkschip in moderne gotiek opgetrokken. In 2019 was de kerk onttrokken aan de eredienst en werd een herbestemming voorbereid.

## Nabijgelegen kernen
Familleureux, Mignault, Bois-d'Haine, Houdeng-Goegnies